# Дуб «Богатир»
Дуб «Богати́р» — вікове дерево, ботанічна пам'ятка природи місцевого значення. Зростає поблизу села Рай Тернопільського району Тернопільської області, у кварталі 24 виділі 2 Бережанського лісництва Бережанського державного лісомисливського господарства у межах лісового урочища «Рай».
Оголошено об'єктом природно-заповідного фонду рішенням виконкому Тернопільської обласної ради від 28 грудня 1970 № 829. Перебуває у віданні Тернопільського обласного управління лісового та мисливського господарства.
Площа — 0,02 га.
Під охороною — 450-річний дуб черещатий, діаметром стовбура 167 см; цінний в історичному, науково-пізнавальному та естетичному значеннях.
Зростає в межах Раївського парку.